# DDC Breakdancer
Die DDC Breakdancer (Dancefloor Destruction Crew) ist eine Breakdance-Showgruppe aus Schweinfurt.

## Geschichte
Die Gruppe wurde 1999 in der Nähe von Schweinfurt gegründet. Damals bestand die DDC aus vier Tänzern. Die erste Trainings-Location war das Schweinfurter Jugendhaus, welches nach einer angeblichen Beschädigung des Bodens verlassen werden musste. Daher der Name Dancefloor Destruction Crew, zu Deutsch „Tanzboden-Zerstörungs-Gruppe“.

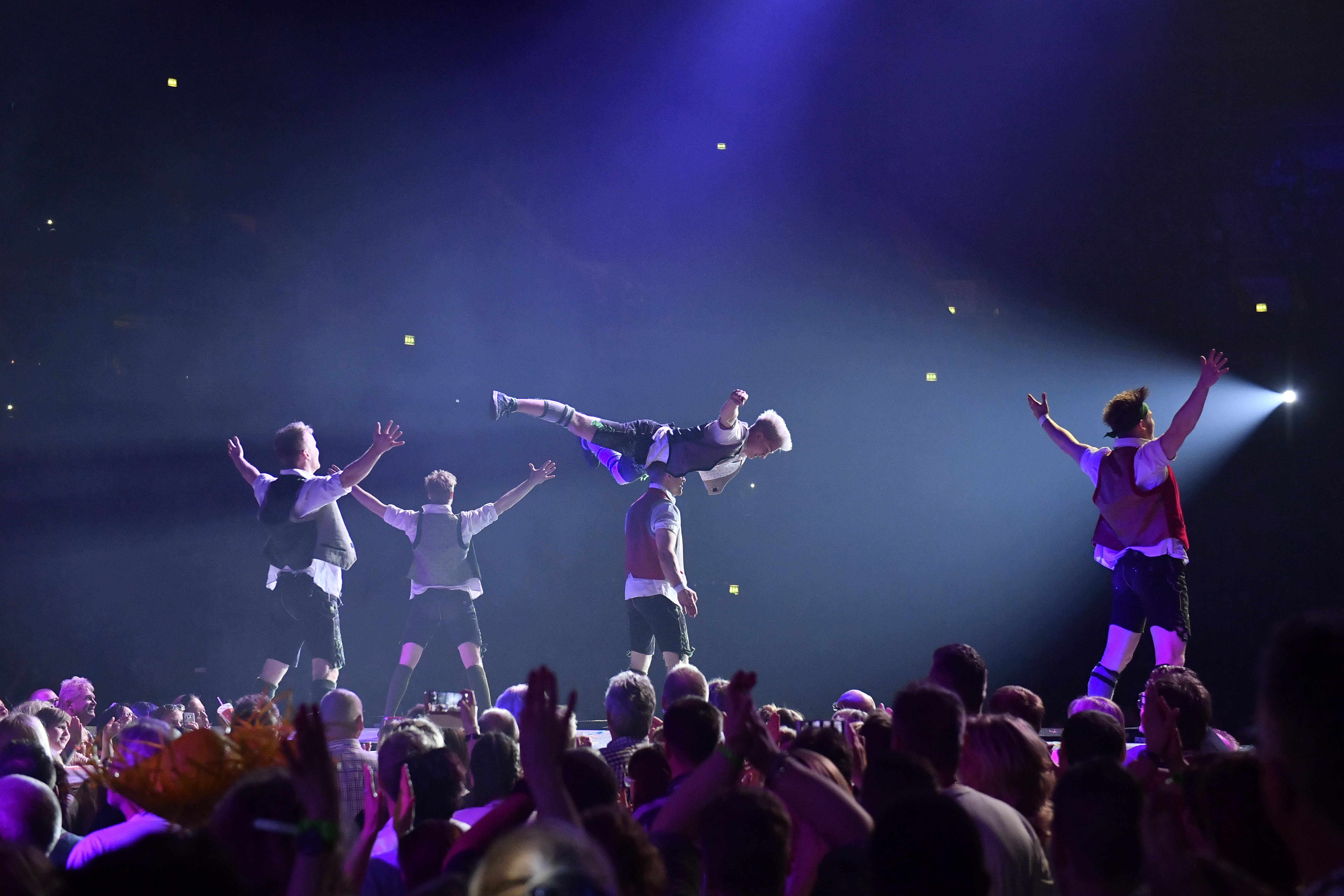
DDC mit Breakdance in Lederhosen

Angefangen hat die Gruppe mit kleinen Auftritten und der Teilnahme an „Battles“. 2003 vertrat die DDC die Bundesrepublik bei der „Weltgymnastrada“ in Lissabon, vier Jahre später folgte der erste Weltmeistertitel. Im Jahr 2010 schaffte es die DDC bis ins Halbfinale bei RTL „Das Supertalent“.
Heute besteht die DDC aus überwiegend hauptberuflichen Tänzern, die im deutschsprachigen Raum und zunehmend auch international Shows tanzen. Im 2012 gewannen die DDC-Breakdancer den TAF Deutschen Breakdance Meistertitel, den IDO Europameistertitel und zum zweiten Mal den IDO-Weltmeistertitel. Im gleichen Jahr wurde mit „Weg der Elemente“ ein erstes eigenes abendfüllendes Theaterprojekt realisiert.
Ein Jahr später verbindet die DDC gemeinsam mit dem Berliner Opernregisseur und Echo-Preisträger Christoph Hagel klassische Musik mit Breakdance in ihrem Theaterstück „Breakin’ Mozart – Klassik meets Breakdance“. Eine Produktion, die seitdem mehr als 190 mal im Berliner „Wintergarten Varieté“ gespielt und in zahlreichen weiteren Städten aufgeführt wurde.
Ebenfalls 2013 wurde die Gruppe mit ihrer Show „Swinging Breakdance“ mit dem „Golden Colibri“ als „Europa’s beste Tanzshow“ ausgezeichnet. Parallel dazu wurde mit der Firmengründung der „DDC Entertainment GmbH & Co. KG“ ein Schritt in die Selbständigkeit getan. Das Unternehmen ist in vier Sparten geteilt: DDC Breakdance – DDC Produktion – DDC Workshops – DDC Agentur.
2019 folgte mit der DDC Factory, der eigenen Location und Eröffnung einer Tanzschule, die nächste Erweiterung und Vergrößerung. Die Factory bildet als Trainings-, Dreh- und Verwaltungsort die „Base“ des Unternehmens. Außerdem wurden auch weitere Künstler ins eigene Programm aufgenommen, aber auch weitervermittelt. Mit Beginn der Covid-19-Pandemie fokussierten sich die Breakdancer mehr auf das Geschehen hinter der Bühne und verlagerten ihr Hauptaugenmerk auf den Entertainment- und Eventbereich. Demnach folgte auch der Zusammenschluss der drei Hauptbereiche: Entertainment, Agentur und Tanzschule, DDC Entertainment formte sich zur DDC Entertainment Group.
Nebenbei entstanden viele Kooperationen und Auftrittsmöglichkeiten für große Unternehmen.
Mittlerweile führen die DDC in großen Produktionen wie Feuerwerk der Turnkunst Regie, planen und veranstalten Abendprogramme selbst und unterstützen Künstler in vielen Bereichen. Durch zahlreiche Tanzkurse und Workshops werden dort auch Nachwuchstalente gefördert. Die Breakdance-Gruppe hat sich so über die Jahre zu einem ganzen Entertainment-Unternehmen entwickelt.

## Shows und Auftritte
- Breakin' Mozart – Klassik meets Breakdance
- Breakdance in Lederhosen
- Swinging Breakdance
- Goldberg Moves
- Breakin' Circus
- Feuerwerk der Turnkunst on stage
- Regieführung bei der EHF EM

## Belege
1. ↑  DANCEFLOOR DESTRUCTION CREW. In: Obrasso Concerts. Abgerufen am 18. Januar 2024.
2. ↑  DDC Entertainment GmbH & Co. KG, Schweinfurt. Abgerufen am 18. Januar 2024.
3. ↑  DDC Entertainment Archives. In: Schweinfurt City. Abgerufen am 18. Januar 2024.
4. ↑  Unternehmensregister. Abgerufen am 18. Januar 2024.